# Georg Nicolaisen
Georg Egidius Nicolaisen, född 10 juli 1897 i Alnö, Västernorrlands län, död 3 november 1973 i Sundsvall, var en svensk målare.
Han var son till skogstjänstemannen Axel Görgen Nicolaisen och Ingrid Åstrand och från 1939 gift med Minna Söderberg samt bror till Harris Nicholson. Nicolaisen studerade målning vid Edward Berggrens målarskola i Stockholm 1922–1923 och i Rom 1949 samt under resor till bland annat Frankrike och Tyskland. Separat ställde han ut i Sundsvall 1935 och han medverkade i samlingsutställningar med olika konstföreningar. Bland hans offentliga arbeten märks en väggmålning i Timrå kommunalhus. Hans konst består huvudsakligen av porträtt. Nicolaisen är representerad med porträtt i Sundsvall, Kristinehamn och domkapitlet i Sundsvall.